# Institute for War and Peace Reporting

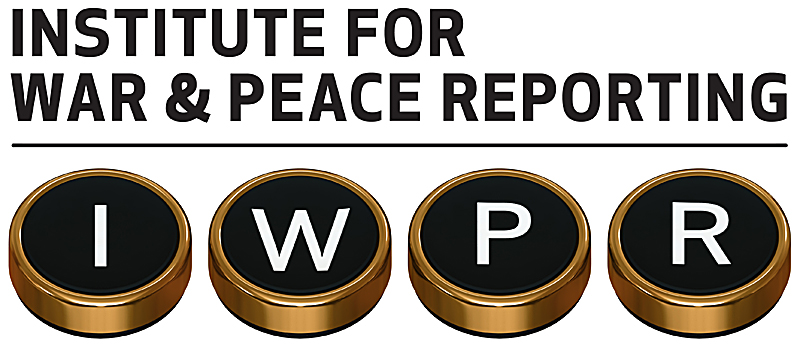
Logo des IWPR

Das Institute for War and Peace Reporting (IWPR), 1991 gegründet, beschreibt sich als internationales Netzwerk zur Förderung freier Medien. Es ist im Vereinigten Königreich, den USA und Südafrika  registriert und steuerbefreit. Der Hauptsitz befindet sich in London.
Wiederholt kamen Mitglieder zu Tode. 2007 wurde Sahar al-Haidari in Mosul erschossen, im Juni 2015 starb der IWPR Iraq director Ammar Al Shahbander bei einer Autobombe in Bagdad, im Oktober 2015 dessen Nachfolgerin Jacky Sutton in Istanbul.